# Nerocila benrosei
Nerocila benrosei es una especie de crustáceo isópodo marino del género Nerocila, familia Cymothoidae. Fue descrita científicamente por Bunkley-Williams & Williams en 1999.

## Distribución
Esta especie se encuentra en las Bahamas.